# Serra de Cercós
La Serra de Cercós és una serra situada entre els municipis de Cubells i de Foradada a la comarca de la Noguera, amb una elevació màxima de 476 metres.